# Fissidens schusteri
Fissidens schusteri là một loài Rêu trong họ Fissidentaceae. Loài này được Z. Iwats. & P.C. Wu mô tả khoa học đầu tiên năm 1988.